# Anatole fait du camping
 (juillet 2025).
Pour plus de détails, voir Fiche technique et Distribution.
Anatole fait du camping est un dessin animé français réalisé par Albert Dubout, et sorti en 1947. 

## Synopsis
Anatole est un personnage chétif. Il part avec son immense femme faire du camping. Dans une guinguette, il heurte par mégarde le brutal Sparadra qui commence une bagarre. Alors que l'affrontement tourne mal il est sauvé par sa femme. 

## Fiche technique
- Réalisateur : Albert Dubout
- Société de Production : Productions du Cygne
- Producteurs : Louis Winns, Jean Durant
- Dates de mise en production : octobre 1942 à 1945, Visa n° 1349 daté du 24 octobre 1947, n° 1349 du RPCA daté du 6 octobre 1945.
- Scénarios : Albert Dubout
- Dessins : Albert Dubout
- Animateurs : Albert Dubout, France Baryl, Bernad, Lucienne Berthon, Marcel Bouret, Jean Huet, Évariste, Jean Junca, Hélène Nivelt,Jean Tirat
- Décors : Louis Bordier, Paulette Barbot
- Prises de vues : Kostia Tchikine
- Montage : Myriam Borsoutzky assistée de Yannick Bellon
- Musique : Guy Bernard
- Pays d'origine :  France